# Pate (Insel)
Pate ist eine Insel des Lamu-Archipels an der Nordküste Kenias. Sie ist die dem Festland am nächsten gelegene Insel. Bei Flut wird Pate nahe dem Ort Siyu durch einen Priel in zwei Hälften geteilt, der bei Ebbe trockenfällt. Die Insel hat eine Länge von 24 Kilometern und ist knapp 12 Kilometer breit. Im Norden erreicht sie eine Höhe von 46 Metern.
Pate gehört zu den ersten Orten, die seit dem 7. oder 8. Jahrhundert n. Chr. von arabischen Händlern und Seefahrern besucht wurden. Es gibt keine gesicherten Hinweise darauf, dass hier bereits einer der im Periplus des Erythräischen Meeres genannten Küstenorte Azanias war.
Auf der Insel entwickelten sich wichtige Städte der Suahelikultur. Die früheste Siedlung arabischer Moslems auf der Insel und der gesamten ostafrikanischen Küste ist die Ruinenstadt Shanga im Südosten der Insel. Wenig später wurde der Ort Pate erstmals besiedelt, aber erst im 13. Jahrhundert zur Stadt ausgebaut, ebenso wie das 20 Kilometer östlich gelegene Faza, wo sich die Ruinen einer Moschee aus dem 18. Jahrhundert befinden. Die ersten Steingebäude des in der Inselmitte gelegenen Siyu wurden im 15. Jahrhundert errichtet. Vom 17. bis 19. Jahrhundert war Siyu der größte Ort auf der Insel. Die Inselorte stritten zeitweise mit Lamu um die Vorherrschaft im Archipel, bis der Sultan von Oman die Auseinandersetzung 1847 zugunsten von Lamu beendete.
Einer mündlichen Überlieferung zufolge, sollen im 15. Jahrhundert chinesische Händler die Insel besucht und unter anderem Porzellan gegen afrikanische und arabische Handelsware getauscht haben. Ein Teil der Bewohner von Pate soll von chinesischen Schiffbrüchigen abstammen, die mit ihrem Boot auf ein Riff liefen. Nach dem Sieg des äthiopischen Kaisers über den Dschihad von Ahmad Gran 1542 und im folgenden Jahrhundert zogen viele Moslems vom Horn von Afrika nach Pate. Sie waren strenggläubige Anhänger eines Sufi-Ordens, der im Hadramaut entstanden war. Dagegen waren die Missionierungsversuche portugiesischer Seefahrer ab 1598 wenig erfolgreich, die augustinischen Brüder im Gefolge waren hier wie anderswo an der Küste nicht willkommen. Die Insel blieb unter portugiesischer Herrschaft, bis sie vom Sultan von Oman 1698 erobert wurde. 1727 bat aber der Sultan von Pate den portugiesischen Vizekönig von Goa um Schutz und dieser entsandte eine Flotte von sechs Schiffen unter dem Kommando von Luis de Melo de Sampaio. Auch Mombasa kapitulierte am 15. März 1728. Am 24. August wurde ein Friedensvertrag geschlossen und Portugal errichtete eine Festung auf Pate mit 150 Mann Besatzung. Stadtkommandant und Gouverneur wurde António de Albuquerque Coelho, der aber bereits Ende 1729 wieder abzog, weil ihm der portugiesische Kommandant von Mombasa die Versorgung vorenthielt. Pate und Lamu wurden im 19. Jahrhundert zu Ausbreitungszentren für den Islam. Die Insel war seit der Verdrängung der Portugiesen aus Mombasa unter der Oberhoheit der Sultane von Oman.
Im 17. Jahrhundert übernahm Pate nach dem Niedergang von Kilwa Kisiwani dessen Rolle als wirtschaftliches und religiöses Zentrum. Schiffe landeten hier, die auf dem Weg von Mekka nach Madagaskar waren. Handelsbeziehungen bestanden bis nach Java. Die Inselbevölkerung unterhielt freundschaftliche Beziehungen zum Festland, die Einwohner von Pate betätigten sich auch dort als Bauern. Reis und Hirse wurden in exportierbarer Menge erzeugt. Die Insel war ein größerer Handelsort für Elfenbein und andere Tierprodukte aus dem Landesinneren, Sklaven wurden exportiert und zugleich auf den eigenen Feldern zur Arbeit verpflichtet. Im 19. Jahrhundert ging die Zugehörigkeit von Pate auf den Sultan von Sansibar über, der sie aber erst in mehreren Kriegszügen vor allem gegen Siyu durchsetzen musste. Die Bedeutung der Insel gegenüber Lamu ging zurück.
Faza ist der größte Ort auf der Insel Pate. Hier befinden sich der Polizeiposten, Läden, Schulen, ein kleines Krankenhaus und auch ein Gasthaus. Das einzige Fahrzeug war 2004 ein Krankenwagen.